# Comisaría del Vichada
La comisaría del Vichada fue una antigua entidad territorial de Colombia que correspondía a la totalidad del hoy departamento del Vichada, ubicado al oriente de este país. La entidad fue creada a partir de la segregación del territorio oriental de la antigua intendencia del Meta por medio del decreto 523 del 3 de junio de 1913, conformándose por el municipio de Maipures y los corregimientos de San José del Vichada y Empira. Finalmente el 4 de julio de 1991 se elevó al Vichada a la categoría de departamento.
La primera capital de la comisaría fue San José de Maipures, uno de los primeros puertos colombianos sobre el Orinoco; el 12 de junio de 1924 mediante el decreto 1021 se traslada la capital a la población de Egua (hoy Puerto Nariño) en la concluencia del río Vichada con el Orinoco, con lo cual se crea también el municipio del Orinoco. El 5 de junio de 1974 el gobierno de Colombia crea el municipio de Puerto Carreño, al cual se traslada definitivamente la capital comisarial.

## División territorial
La comisaría del Vichada estaba conformada por los siguientes municipios, de acuerdo al censo del año 1964:
Puerto Carreño (1.449 hab.), Amanavén (1.164), Casuarito (75), Nueva Antioquia (236), Puerto Murillo (1.014), Puerto Nariño (926) y San José del Ocuné (5.266).